# Rajon Ismajil
Rajon Ismajil (ukrainisch Ізмаїльський район/Ismajilskyj rajon; russisch Измаильский район/Ismailski rajon, rumänisch Raionul Ismail) ist ein Rajon in der südukrainischen Oblast Odessa. Das Zentrum des Rajons ist die Stadt Ismajil, diese war jedoch bis Juli 2020 kein Teil des Rajons.

## Geographie
Der Rajon grenzt im Norden an den Rajon Bolhrad, im Nordosten an den Rajon Bilhorod-Dnistrowskyj, im Osten an das Schwarze Meer, im Süden und Osten an Rumänien und Nordwesten an die Republik Moldau.

## Bevölkerung
Die Bevölkerung setzt sich multiethnisch zusammen (Stand 2001):
- 15.800 (28,9 %) Ukrainer
- 15.100 (27,6 %) Moldauer
- 14.100 (25,7 %) Bulgaren
- 8.900 (16,1 %) Russen
- 500 (0,9 %) andere (Gagausen, Weißrussen, Roma)

## Geschichte
Der Rajon, welcher in anderer Form schon seit 1856 existierte, entstand 1940 nach der Besetzung Bessarabiens durch die Sowjetunion und lag in der Oblast Akkerman (ab dem 7. August 1940 Oblast Ismajil). 1941 wurde das Gebiet nochmals Rumänien angeschlossen, ab 1944 gehörte es nach der Rückeroberung durch die Rote Armee zur Ukrainischen SSR. 1954 wurde die Oblast Ismajil aufgelöst und der Rajon kam zur Oblast Odessa. Seit 1991 ist er Teil der heutigen Ukraine.
Am 17. Juli 2020 kam es im Zuge einer großen Rajonsreform zur Auflösung des alten Rajons und einer Neugründung unter Vergrößerung des Rajonsgebietes um die Rajone Kilija und Reni, einem kleinen Teil des Rajons Arzys (Ostriwne) sowie das Gebiet der bis dahin unter Oblastverwaltung stehenden Stadt Ismajil, ein kleiner Teil im Nordwesten (Nowooserne) kam zum Rajon Bolhrad.

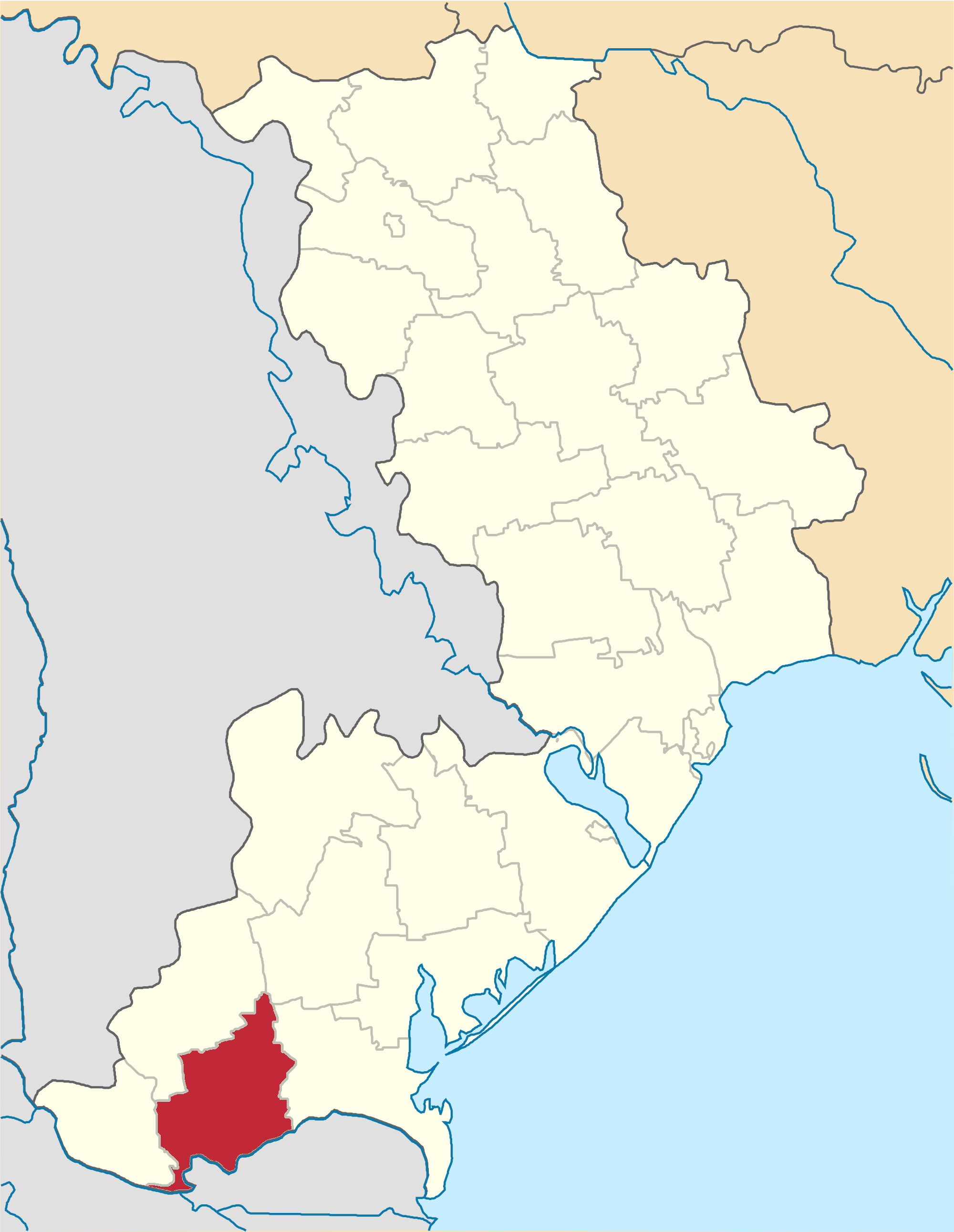
Rajonsgebiet bis Juli 2020
Rajonsgebiet ab Juli 2020

## Administrative Gliederung
Auf kommunaler Ebene ist der Rajon in 6 Hromadas (4 Stadtgemeinden, 1 Siedlungsgemeinde und 1 Landgemeinde) unterteilt, denen jeweils einzelne Ortschaften untergeordnet sind.
Zum Verwaltungsgebiet gehören:
- 4 Städte
- 1 Siedlungen städtischen Typs
- 45 Dörfer
- 2 Ansiedlungen

Die Hromadas sind im Einzelnen:
- Stadtgemeinde Ismajil
- Stadtgemeinde Kilija
- Stadtgemeinde Reni
- Stadtgemeinde Wylkowe
- Siedlungsgemeinde Katlabuh
- Landgemeinde Safjany

Bis Juli 2020 waren es 1 Siedlungsratsgemeinde und 18 Landratsgemeinden, denen jeweils einzelne Ortschaften untergeordnet waren.
Zum Verwaltungsgebiet gehörten:
- 1 Siedlung städtischen Typs
- 22 Dörfer

### Siedlung städtischen Typs
| Siedlungen städtischen Typs | Siedlungen städtischen Typs | Siedlungen städtischen Typs | Siedlungen städtischen Typs |
| Name                        | Name                        | Name                        | Name                        |
| ukrainisch transkribiert    | ukrainisch                  | russisch                    | rumänisch                   |
| --------------------------- | --------------------------- | --------------------------- | --------------------------- |
| Katlabuh                    | Суворове                    | Суворово (Suworowo)         | Șichirlichtai               |

### Dörfer
| Dörfer                   | Dörfer           | Dörfer                                  | Dörfer                         | Dörfer            |
| Name                     | Name             | Name                                    | Name                           | Gemeindezuordnung |
| ukrainisch transkribiert | ukrainisch       | russisch                                | rumänisch                      | Gemeindezuordnung |
| ------------------------ | ---------------- | --------------------------------------- | ------------------------------ | ----------------- |
| Bahate                   | Багате           | Богатое (Bogatoje)                      | Doluchioi                      | Bahate            |
| Broska                   | Броска           | Броска                                  | Broasca                        | Broska            |
| Dunajske                 | Дунайське        | Дунайское (Dunaiskoje)                  | -                              | Stara Nekrassiwka |
| Kalantschak              | Каланчак         | Каланчак                                | Dermendere                     | Kalantschak       |
| Kamjanka                 | Кам'янка         | Каменка (Kamenka)                       | Tașbunar                       | Kamjanka          |
| Kyrnytschky              | Кирнички         | Кирнички (Kirnitschki)                  | Fântâna-Cânelor                | Kyrnytschky       |
| Kyslyzja                 | Кислиця          | Кислица (Kisliza)                       | Câşliţa-Dunăre                 | Kyslyzja          |
| Komyschiwka              | Комишівка        | Комишевка (Komischewka)                 | Hagi-Curda                     | Komyschiwka       |
| Larschanka               | Ларжанка         | Ларжанка                                | Lărgeanca                      | Larschanka        |
| Loschtschyniwka          | Лощинівка        | Лощиновка (Loschtschinowka)             | Cairaclia                      | Loschtschyniwka   |
| Matroska                 | Матроска         | Матросская (Matrosskaja)                | Matroaska-Cuhurului            | Matroska          |
| Murawliwka               | Муравлівка       | Муравловка (Murawlowka)                 | Muravleanca                    | Murawliwka        |
| Nowa Nekrassiwka         | Нова Некрасівка  | Новая Некрасовка (Nowaja Nekrassowka)   | Necrasovca-Nouă                | Nowa Nekrassiwka  |
| Nowa Pokrowka            | Нова Покровка    | Новая Покровка (Nowaja Pokrowka)        | Pocrovca-Nouă                  | Nowa Pokrowka     |
| Nowokalantschak          | Новокаланчак     | Новокаланчак                            | -                              | Kalantschak       |
| Nowokamjanka             | Новокам'янка     | Новокаменка (Nowokamenka)               | Șichirlichtai-Noui             | Kamjanka          |
| Nowooserne               | Новоозерне       | Новоозёрное (Nowoosjornoje)             | -                              | Oserne            |
| Oserne                   | Озерне           | Озёрное (Osjornoje)                     | General-Al.-Averescu, Babele   | Oserne            |
| Perschotrawnewe          | Першотравневе    | Першотравневое (Perschotrawnewoje)      | Hasan-Aspaga                   | Perschotrawnewe   |
| Safjany                  | Саф'яни          | Сафьяны                                 | Sofian-Trubaiovca              | Safjany           |
| Stara Nekrassiwka        | Стара Некрасівка | Старая Некрасовка (Staraja Nekrassowka) | Necrasovca-Veche               | Stara Nekrassiwka |
| Utkonossiwka             | Утконосівка      | Утконосовка (Utkonossowka)              | Erdec-Burnu, Ion Gheorghe Duca | Utkonossiwka      |